# Riachuelo (Sergipe)
Riachuelo é um município brasileiro do estado de Sergipe. Localiza-se no leste do estado, a uma latitude 10º43'42" sul e a uma longitude 37º11'14" oeste, estando a uma altitude de 37 metros. Sua população em 2022 era de 8 311.  Riachuelo possui cerca de 78 km², tamanho semelhante a ilha britânica de Guernsey.